# Снайперская улица (Москва)
Сна́йперская улица — улица в районе Вешняки Восточного административного округа города Москвы. Проходит от улицы Молдагуловой до улицы Красный Казанец.

## Название
Название улице было присвоено 26 мая 1970 года. Название связано с тем, что в годы Великой Отечественной войны в районе улицы находилась женская снайперская школа.

## Транспорт
Улица имеет по две полосы для движения в каждом направлении. На улице находится остановка автобусов № 285, 314, 409, с613 (в сторону улицы Красный Казанец). Примерно в 600 метрах восточнее улицы находится станция метро «Выхино» и железнодорожная платформа «Выхино», вошедшая в состав третьего диаметра.